# Géorgie aux Jeux olympiques d'hiver de 2018
La Géorgie participe aux Jeux olympiques d'hiver de 2018 à Pyeongchang en Corée du Sud du 9 au 25 février 2018. Il s'agit de sa septième participation à des Jeux d'hiver.

## Délégation
Le Comité national olympique géorgien sélectionne une délégation de 4 athlètes qui participent à 3 des 15 sports présents aux Jeux. La Géorgie est présente uniquement dans les épreuves de ski alpin, luge et de patinage artistique.
Le tableau suivant montre le nombre d'athlètes géorgiens dans chaque discipline :
| Sport               | Hommes | Femmes | Total |
| ------------------- | ------ | ------ | ----- |
| Ski alpin           | 1      | 1      | 2     |
| Luge                | 1      | 0      | 1     |
| Patinage artistique | 1      | 0      | 1     |
| Total               | 3      | 1      | 4     |

## Sports

### Luge
| Athlète         | Épreuve       | Course 1 | Course 1 | Course 2 | Course 2 | Course 3 | Course 3 | Course 4 | Course 4 | Total | Total |
| Athlète         | Épreuve       | Temps    | Rang     | Temps    | Rang     | Temps    | Rang     | Temps    | Rang     | Temps | Rang  |
| --------------- | ------------- | -------- | -------- | -------- | -------- | -------- | -------- | -------- | -------- | ----- | ----- |
| Giorgi Sogoiani | Simple hommes |          |          |          |          |          |          |          |          |       |       |

### Patinage artistique
| Athlète             | Épreuve           | Programme court | Programme court | Programme libre | Programme libre | Total  | Total |
| Athlète             | Épreuve           | Points          | Rang            | Points          | Rang            | Points | Rang  |
| ------------------- | ----------------- | --------------- | --------------- | --------------- | --------------- | ------ | ----- |
| Moris Kvitelashvili | Individuel hommes |                 |                 |                 |                 |        |       |